# Copa Sudamericana
Die Copa Sudamericana, portugiesisch Copa Sul-Americana, ist ein südamerikanischer Fußballwettbewerb für Vereinsmannschaften. Die von der CONMEBOL organisierte Copa Sudamericana ist nach der Copa Libertadores der zweitwichtigste Wettbewerb im südamerikanischen Vereinsfußball, vergleichbar mit der UEFA Europa League im europäischen Fußball. Die Qualifikation ist in den einzelnen südamerikanischen Ländern unterschiedlich geregelt. Häufig sind die Meister der Apertura in den jeweiligen Ländern startberechtigt, wogegen für die Qualifikation zur Copa Libertadores meist eine Ausscheidung zwischen den Meistern von Apertura und Clausura stattfindet. Abgesehen aber vom höheren Stellenwert der Copa Libertadores, die immerhin bereits seit 1960 ausgetragen wird und deren Sieger zur FIFA-Klub-Weltmeisterschaft reisen darf, steht die Copa Sudamericana ihrem älteren Pendant in sportlicher Hinsicht nicht nach. Sie wurde vielmehr eingeführt, um die zweite Jahreshälfte mit einem länderübergreifenden Turnier zu füllen, weil die im Januar beginnende Copa Libertadores spätestens im Juli endete.
Dagegen wurde die Copa Sudamericana zwischen September und Dezember ausgetragen. Somit findet auf kontinentaler Ebene statt, was in den meisten Ländern Lateinamerikas schon gang und gäbe ist: das voneinander losgelöste Sommer- und Winterturnier, Apertura und Clausura (bzw. andersherum) genannt.
Wie die Copa Libertadores trägt auch die Copa Sudamericana einen Sponsorennamen. Der Automobilhersteller Nissan unterstützte von 2003 bis 2010 den Wettbewerb, welcher in diesem Zeitraum auch unter der Bezeichnung Copa Nissan Sudamericana firmierte. 2011 und 2012 war es der Reifenhersteller Bridgestone. Mit der Ausspielung 2013 tritt nun das Mineralölunternehmen Total als Sponsor und Namensgeber auf.
Der Gewinner des Wettbewerbs spielt seit 2003 gegen den Sieger der Copa Libertadores um die Recopa Sudamericana sowie seit 2023 gegen den Sieger der UEFA Europa League um die UEFA-CONMEBOL Club Challenge und erhält seit der Saison 2010 einen Startplatz in der Copa Libertadores der Folgesaison. Von 2008 bis 2019 trat der Sieger im folgenden Jahr gegen den Gewinner des japanischen Ligapokals um die Copa Suruga Bank an. 
| Jahr | Sieger der Copa Sudamericana |
| ---- | ---------------------------- |
| 2002 | CA San Lorenzo de Almagro    |
| 2003 | Club Sportivo Cienciano      |
| 2004 | Boca Juniors                 |
| 2005 | Boca Juniors                 |
| 2006 | CF Pachuca                   |
| 2007 | Arsenal de Sarandí           |
| 2008 | Internacional Porto Alegre   |
| 2009 | LDU Quito                    |
| 2010 | CA Independiente             |
| 2011 | CF Universidad de Chile      |
| 2012 | FC São Paulo                 |
| 2013 | CA Lanús                     |
| 2014 | River Plate                  |
| 2015 | Independiente Santa Fe       |
| 2016 | Chapecoense                  |
| 2017 | CA Independiente             |
| 2018 | Athletico Paranaense         |
| 2019 | Independiente del Valle      |
| 2020 | CSD Defensa y Justicia       |
| 2021 | Athletico Paranaense         |
| 2022 | Independiente del Valle      |
| 2023 | LDU Quito                    |
| 2024 | Racing Club de Avellaneda    |

## Geschichte
Die Copa Sudamericana wurde 2002 als Nachfolger der Copa Mercosur und der Copa Merconorte und der bis 1999 ausgetragenen Copa Conmebol eingeführt. Ab 2003 spielten auch brasilianische Mannschaften im Wettbewerb, nachdem sie im ersten Jahr wegen Terminkonflikten mit der nationalen Meisterschaft nicht teilnahmen.
Von 2005 bis 2008 wurden auch Klubs der CONCACAF eingeladen (der zweitplatzierte des CONCACAF Champions’ Cups und die beiden Meister der mexikanischen Primera División).
D.C. United aus der Major League Soccer nahm 2005 teil und war damit der erste US-amerikanische Klub, der in einem großen südamerikanischen Wettbewerb mitspielte.
Bis 2016 wurde der Wettbewerb in der zweiten Jahreshälfte ausgetragen, während in der Ersten die Copa Libertadores stattfand. Für 2017 hat der südamerikanische Fußballverband eine Reform beider Wettbewerbe beschlossen. Beide Wettbewerbe werden künftig ganzjährig ausgetragen. Die Copa Libertadores wird voraussichtlich Ende Januar, Anfang Februar starten und die Copa Sudamericana im März. Beide sollen im Dezember enden. Durch die Reform treten in der Copa Sudamericana 54 Klubs anstatt 47 an. Die setzen sich aus 44 Qualifikanten aus zehn Nationen plus zehn Mannschaften aus der Qualifikationsphase der Copa Libertadores (acht drittplatzierte und die zwei besten Teams aus der Qualifikationsphase). 2020 wurde die Aufstockung auf 56 Teams beschlossen. Die zusätzlichen 2 Teams kommen aus der Qualifikationsphase der Copa Libertadores.

## Modus
Die 1. Runde wird im nationalen K.-o.-System mit Hin- und Rückspielen ausgetragen. Die 16 Erstrundensieger sowie die je sechs Teilnehmer aus Argentinien und Brasilien sind automatisch für die darauffolgende Gruppenphase qualifiziert. Zusätzlich kommen die vier Drittrundenverlierer aus der Copa Libertadores. In 8 Gruppen à 4 Teams qualifiziert sich der Gruppensieger für das Achtelfinale, für das sich ebenfalls die Gruppendritten der Copa Libertadores qualifizieren. Ab dem Achtelfinale geht es im K.-o.-System mit Hin- und Rückspielen weiter. Bei Punkt- und Torgleichheit gilt die Auswärtstorregel. Ist auch die Zahl der auswärts erzielten Tore gleich, folgt im Anschluss an das Rückspiel unmittelbar ein Elfmeterschießen. Besteht dort Torgleichstand nach Hin- und Rückspiel gibt es eine Verlängerung und danach ggf. erst ein Elfmeterschießen. Seit 2019 wird das Finale in einem Spiel auf neutralem Platz ausgetragen.
Bis 2009 hatten alle Verbände, außer Argentinien und Brasilien, zwei Startplätze im Wettbewerb. Ab 2010 wurde diese Zahl auf drei erhöht. Der argentinische und brasilianische Verband dürfen sechs bzw. acht Vereine entsenden, um den Wettbewerb attraktiver zu gestalten. Aus diesem Grund waren bis 2009 auch die beiden argentinischen Spitzenmannschaften Boca Juniors und River Plate automatisch eingeladen. Zukünftig müssen sie sich wie alle anderen auch qualifizieren. Der Titelverteidiger erhält einen Startplatz in der Copa Libertadores der folgenden Saison.

### Ranglisten
| Rang | Klub                       | Titel | Jahr(e)    |
| ---- | -------------------------- | ----- | ---------- |
| 1    | Boca Juniors               | 2     | 2004, 2005 |
|      | CA Independiente           | 2     | 2010, 2017 |
|      | Athletico Paranaense       | 2     | 2018, 2021 |
|      | Independiente del Valle    | 2     | 2019, 2022 |
|      | LDU Quito                  | 2     | 2009, 2023 |
| 6    | San Lorenzo de Almagro     | 1     | 2002       |
|      | Club Sportivo Cienciano    | 1     | 2003       |
|      | CF Pachuca                 | 1     | 2006       |
|      | Arsenal de Sarandí         | 1     | 2007       |
|      | Internacional Porto Alegre | 1     | 2008       |
|      | CF Universidad de Chile    | 1     | 2011       |
|      | FC São Paulo               | 1     | 2012       |
|      | CA Lanús                   | 1     | 2013       |
|      | River Plate                | 1     | 2014       |
|      | Independiente Santa Fe     | 1     | 2015       |
|      | Chapecoense                | 1     | 2016       |
|      | CSD Defensa y Justicia     | 1     | 2020       |
|      | Racing Club de Avellaneda  | 1     | 2024       |

| Rang | Land        | Titel |
| ---- | ----------- | ----- |
| 1    | Argentinien | 10    |
| 2    | Brasilien   | 5     |
| 3    | Ecuador     | 4     |
| 4    | Chile       | 1     |
|      | Kolumbien   | 1     |
|      | Mexiko      | 1     |
|      | Peru        | 1     |

## Logohistorie
| 2002 | 2003 bis 2010 | 2011 und 2012 | 2013 bis 2016 |
| ---- | ------------- | ------------- | ------------- |
|      |               |               |               |